# Skała Wilkowicka
Skała Wilkowicka – skała na południowo-zachodnim stoku Magurki Wilkowickiej w Beskidzie Małym. Znajduje się przy zielonym szlaku turystycznym z Wilkowic na Magurkę Wilkowicką.
Czas dojścia od początku szlaku do skał wynosi 20 minut, ale można go skrócić startując spod lasu, z górnej części ulicy Turystycznej. Zbudowane z piaskowca skały znajdują się w niewielkim i nieczynnym kamieniołomie w jarze po wschodniej stronie szlaku i są z niego niewidoczne, ale prowadzi do nich ścieżka. Najwyższa ze skał ma wysokość 4 m i uprawiany jest na niej bouldering. Jest 6 hajboli o trudności od 4 do 6B w skali francuskiej.

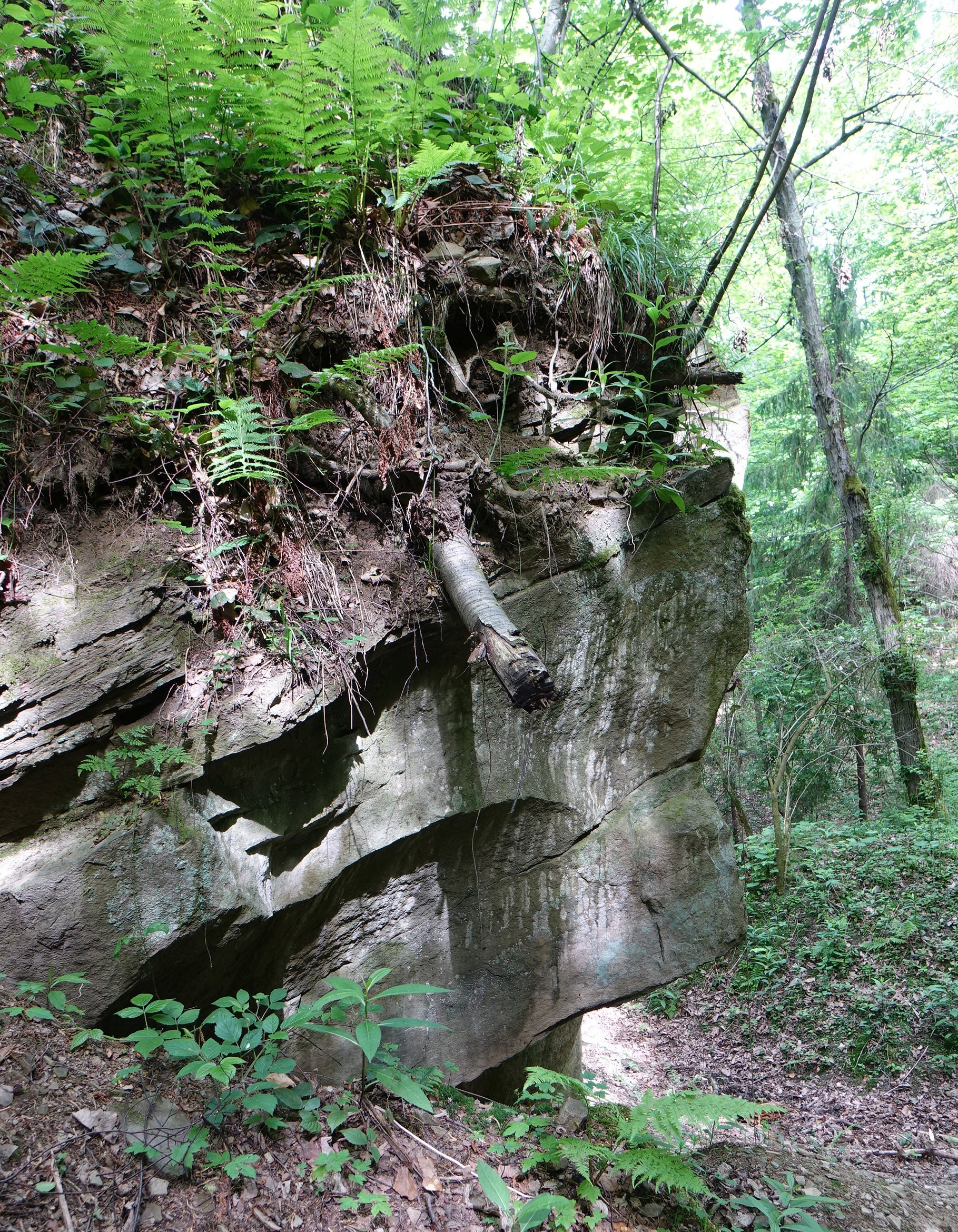
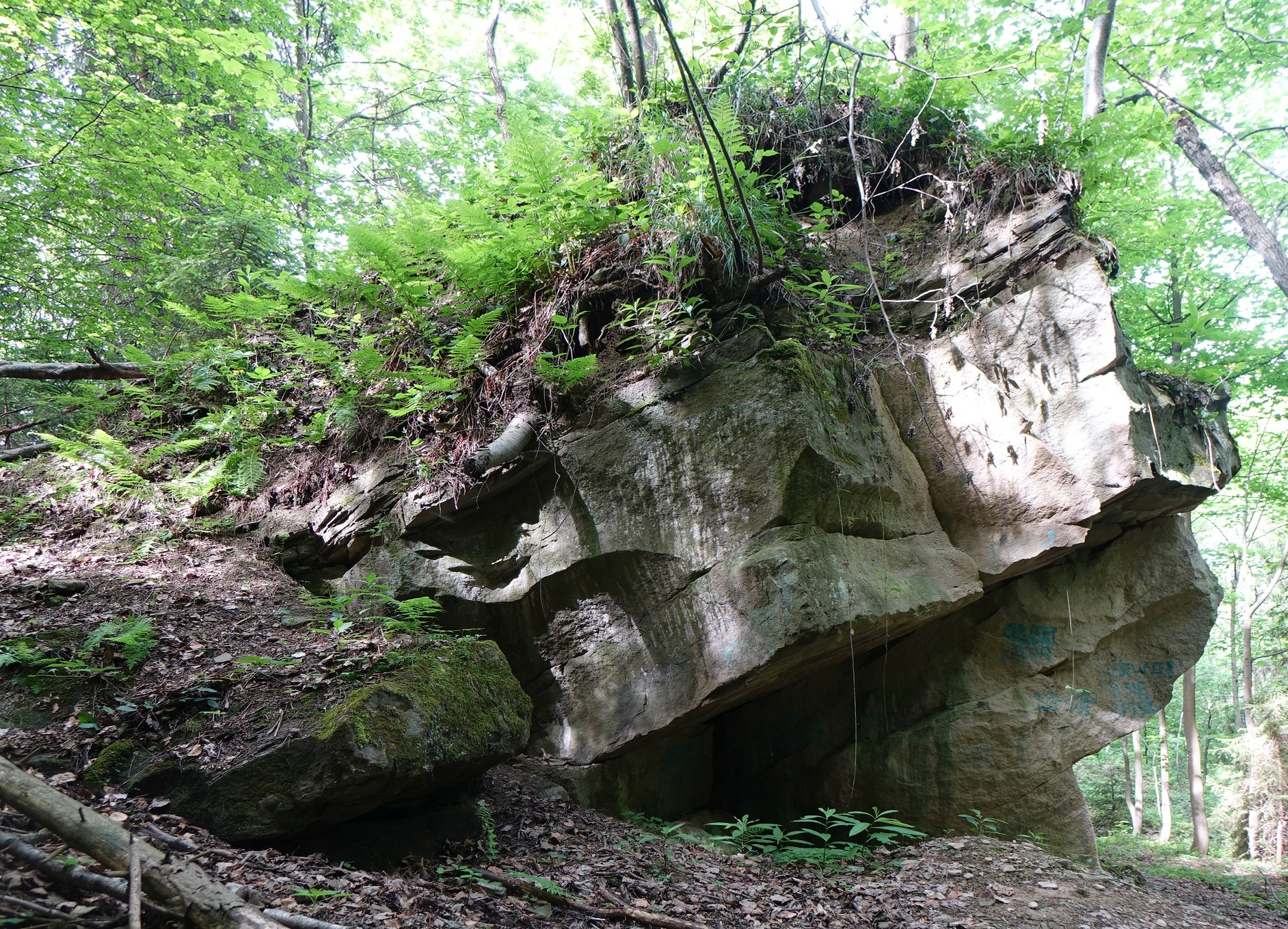
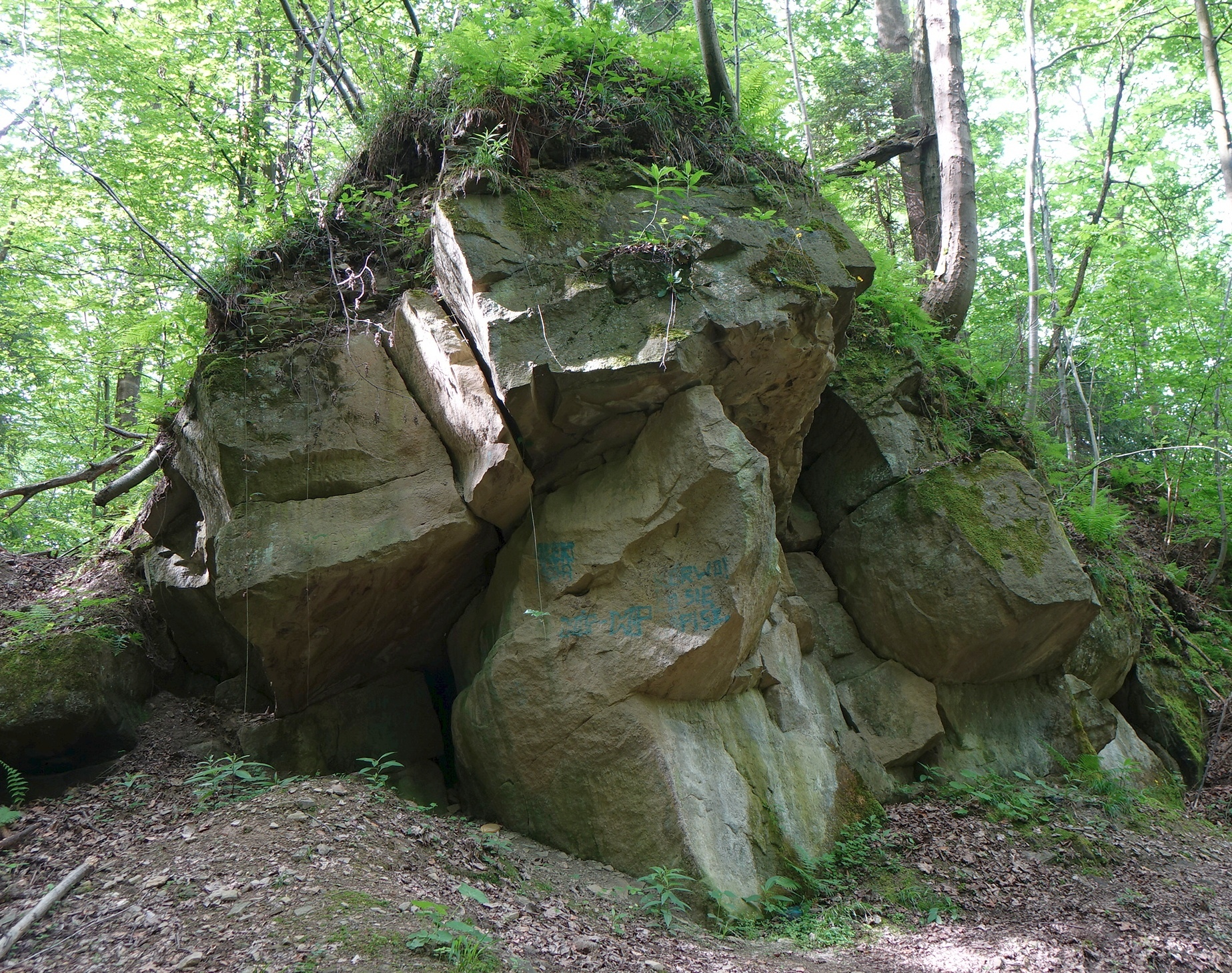
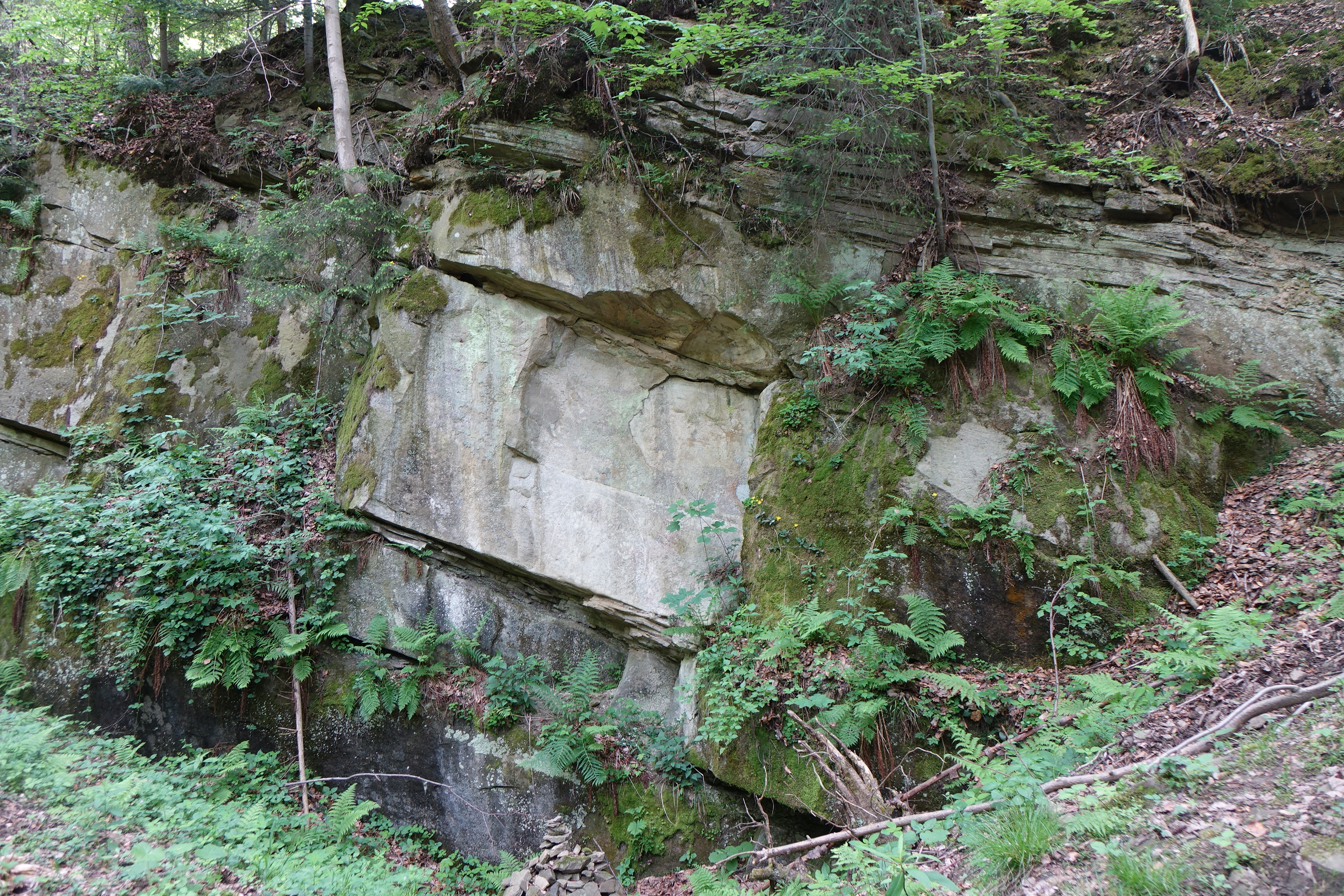

- Lewa część; 6B
- Trawers okapu; 5+
- Lewica; 5
- Prawica; 5+
- Środek okapu; 5+
- Prawe zacięcie; 4[2].